# Plectroninia lepidophora
Plectroninia lepidophora är en svampdjursart som beskrevs av Jean Vacelet 1981. Plectroninia lepidophora ingår i släktet Plectroninia och familjen Minchinellidae.
Artens utbredningsområde är havet kring Nya Kaledonien. Inga underarter finns listade i Catalogue of Life.